# Dale Watson

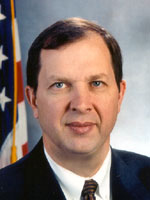

Dale L. Watson är en före detta chef vid FBI:s avdelning för terrorismbekämpning. Han ledde FBI:s utredning efter terrorattacken den 11 september 2001 i New York och Washington liksom mjältbrandsattackerna som följde några veckor därefter.